# イングリッシュ・セター
イングリッシュ・セター（セッターとも、英：English Setter）は、イギリスのイングランド原産のセター犬種である。世界でもっとも有名なセター種であることから、単にセターと呼ばれることもある。実猟犬として飼われることも多いが、ペットやショードッグとしても多く飼育されている。また、身体能力が高いため、ドッグスポーツにも使用されている。

## 歴史

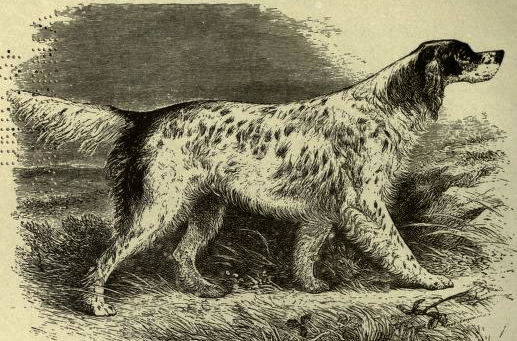
ラヴェラックが育て、後にルーウェリンのもとでチャンピオンとなったカウンテス

イギリスにおけるセターの歴史は16世紀後半にさかのぼり、ノーサンバーランド公爵がスパニエル系の犬を訓練し、獲物の鳥を見つけたら体を伏せて待つ（セッティング）ようにしたのが始まりと言う。大陸ヨーロッパでは、16世紀前半から狩猟犬にセッティングやポインティングをさせる形式の狩りが流行しており、それがイギリスに伝播したものともいう。この猟では、犬が獲物（主に鳥）のにおいを追跡し、発見するとセッティング（伏せ）を行って主人に獲物の位置を知らせる。犬の主人はセッティングを確認すると、その方向へ投網を行って鳥を捕らえ、狩猟は完了する。
17世紀以降、専用の犬種を「セッティング・スパニエル」として繁殖するようになり、さまざまな系統のセターがイギリス各地に広がった。スパニッシュ・ポインターや大型のウォーター・スパニエル、スプリンガー・スパニエルなどが交配されたと推測されている。猟犬としての能力が重視されたため、外見は統一されていなかった。狩りに銃が導入されるようになると、セターはポインターと同様に、立ったまま停止して獲物の位置を示し、主人の合図で鳥を飛び立たせるスタイルへと変化した。
19世紀には、セターの改良が盛んに行われたが、その中でもエドーワード・ラヴェラック（Edward Laverack, 1800年-1877年）の育てた血統が、現在のセターの容姿にもっとも大きく寄与している。ラヴェラックは1825年に入手した2頭のセターから安定した美しい容姿の犬種を作出した。現在のイングリッシュ・セターの特徴的な毛色に、白地に細かい斑模様が散る「ベルトン」があるが、これはラヴェラックの作り出した用語である。次いで、R. パーセル・ルーウェリン（R. Purcell Llewellin, 1840年–1925年）がラヴェラック系の中でも狩猟能力に優れた個体を繁殖させ、優秀なセターを作り出した。ラヴェラックやルーウェリンの血統の犬は人気があったため、自分の犬をラヴェラック・セターやルーウェリン・セターと称する人も多かったが、その中には実際には異なる系統のものも多く混じっていたという。
1859年には、最初のイングリッシュ・セターのドッグショーが開催され、北アメリカにも輸出されるようになるなど、セターの人気は拡大した。ドッグショーが盛んになるに連れ、均等の取れた美しい容姿や温厚な性格からショードッグとして好まれるようになり、その姿を更に美しいものにするために改良が進んでいった。その結果、ショータイプのセターとフィールド系のセターは別系統のものとして繁殖されるようになり、それぞれ異なる特徴を持つようになった。
日本でも実猟犬、ペット、ショードッグとして飼育が行われ、実猟タイプとショータイプの両方の犬が繁殖されている。毎年国内登録が行われており、2010年度の国内登録頭数順位は134位中117位であった。

## 特徴

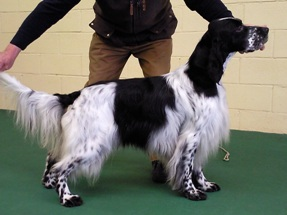
ショータイプ

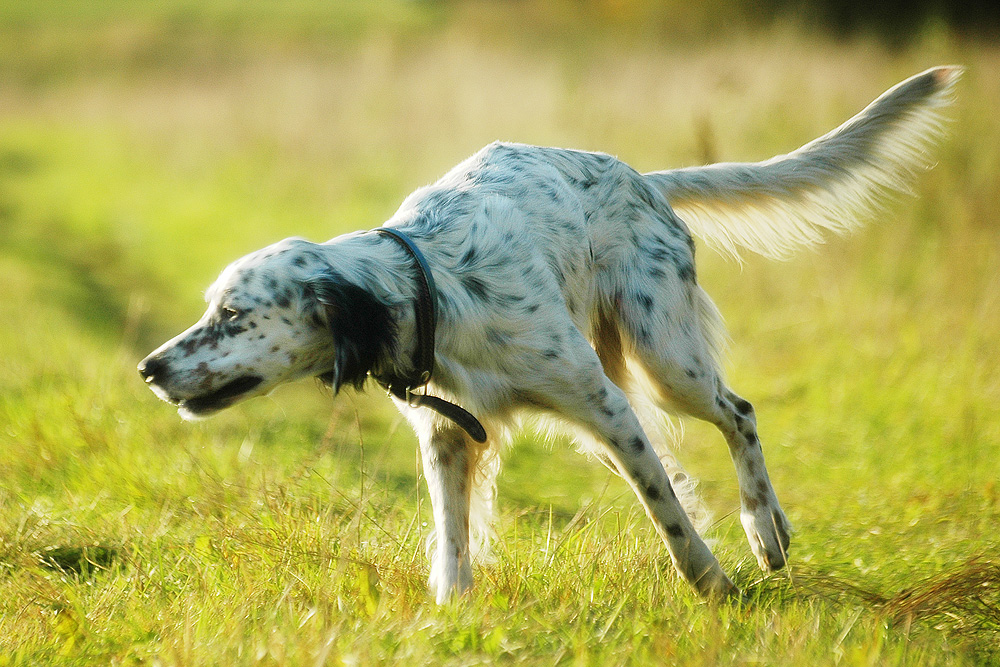
フィールドタイプ

体高オス65〜68cm、メス61〜65cm、体重25〜30kgの大型犬で、筋肉質の体つきをしていて、背は平らである。フィールドタイプはショータイプよりも小柄であるのに対し、ショータイプはより細身である。耳は垂れ耳、尾は垂れ尾。コートはウエーブがかったやわらかいロングコートで、ショータイプは特に被毛が長く、体の下部や尾、臀部には豊かな飾り毛がある。毛色はホワイトをベースとしてブラック、タン、レモン、ブルーなどのいずれかの単色のブチが入ったもの。この毛色のことを「ベルトン」と呼び、入る色に応じて「ブラック・ベルトン」、「ブルー・ベルトン」などと区別される。
性格は素直で温和、明るく人懐こい。しつけの飲み込みや状況判断力がよく、友好的で他の犬や人とも仲良くできる。水遊びが大好きで狩猟本能が高く、獲物のにおいを追跡したり、ボール遊びをすることなども大好きである。運動量は非常に多い。
比較的高率で先天性の視覚障害や聴覚障害が起こることが知られている。また、アレルギー性の皮膚病の罹患率も比較的高い。